# Love, Whitney
Love, Whitney es un recopilatorio de la cantante Whitney Houston, que incluye 16 canciones románticas.
- Datos: Q1159460